# Budenbach
Budenbach es un municipio situado en el distrito de Rin-Hunsrück, en el estado federado de Renania-Palatinado (Alemania). Tiene una población estimada, a mediados de 2023, de 194 habitantes.
Está ubicado entre los ríos Mosela, al norte; Nahe, al sur; y Rin, al este.